# Franco Miotto
Francesco Massimiliano Miotto, conosciuto come Franco Miotto (Malles Venosta, 16 febbraio 1932 – Limana, 7 ottobre 2020), è stato un alpinista italiano.

## Biografia
Frequentò fin da bambino la montagna: l'inverno con gli sci, l'estate compiendo lunghe e faticose camminate e l'autunno con il padre cacciatore. Franco ereditò quindi dal padre la passione per la caccia che lo portò a praticare vertiginose cenge, canaloni e dirupi coperti da insidiosi pendii erbosi.
La sua storia alpinistica, invece, iniziò molto più tardi: negli anni compresi tra il 1973 e 1984 compì alcune importanti imprese sulle pareti delle Alpi Orientali. La prima grande ascensione fu sulla parete nord della Pala Alta, con compagni bellunesi, su cui aprì una via di VI grado, dopo un difficile avvicinamento. Lo stesso inverno salì, per la prima volta in invernale, la via italo-polacca alla Cima del Burel, compiuta dal 2 al 6 marzo del 1974 in compagnia di Riccardo Bee.
Nel 1977, sempre sul Burèl, la cordata Miotto-Bee aprì due nuovi difficili itinerari (grado VI e A2/A3) a sinistra e a destra della via italo-polacca della parete sud-ovest. A queste due ascensioni seguirono molti nuovi percorsi lungo le pareti delle cime della Schiara e della Palazza (come la via "Chino" Viel, sui Monti del Sole). Nello stesso anno, si dedicò alla parete occidentale del Pelmo, scalata dopo alcuni tentativi sempre con Riccardo Bee e con Giovanni Groaz.
Un'altra importante salita della cordata Miotto-Bee fu, nel 1978, la via diretta "dei bellunesi" alla parete nord-est del Pizzocco, itinerario estremo di sesto grado con tre brevi tratti di arrampicata artificiale su una parete remota.
Nel 1979 la cordata Miotto-Bee si sciolse dopo le ultime due imprese della "diretta" alla Seconda Pala di San Lucano, compiuta in condizioni molto sfavorevoli, sotto continue scariche di pietre, e della "via dei bellunesi" al pilastro sud-ovest dello Spiz di Lagunaz, scalata dopo un lungo periodo di preparazione.
Nel 1980 Miotto scalò nuovamente, con Benito Saviane, il pilastro sud-ovest del Burèl aprendo la "direttissima" con difficoltà di grado VI e A3.
Tra il 1981 ed il 1982 Miotto e Saviane chiusero il ciclo delle grandi prime con le imprese più ardue della carriera sulla parete nord del Col Nudo aprendo 3 vie: la parete nord-est, il gran diedro nord all'anticima nord ed il gran diedro centrale sempre alla stessa, quest'ultima con il giovane Mauro Corona.
Per le sue importanti imprese alpinistiche su Burel, Pizzocco, Pale di San Lucano e Col Nudo fu premiato nel 2001 con il Pelmo d'Oro. Franco Miotto fu membro del Club Alpino Accademico Italiano (CAAI) e la sua esperienza di vita sulle Dolomiti Bellunesi fu raccontata nel libro intitolato La forza della natura, scritto da Luisa Mandrino.
Le frasi contenute nel libro Pareti del cielo - Passioni, storie e ricordi di una vita libera gli costarono una condanna per diffamazione aggravata da parte del Tribunale di Treviso. Il Tribunale di Trento, nel 2015, condannò anche Giovanni Groaz per diffamazione semplice nei confronti di Miotto a causa dei commenti da lui rilasciati in merito alla vicenda del Pelmo.

## Ascensioni
Le prime del periodo "Riccardo Bee":
- Pala Alta (Gruppo della Schiara), diretta alla parete nord con Riccardo Bee, Gianni Gianeselli, Enrico Foggiato e Giorgio Garna nel 1973, 600 m, V e VI.
- Nasòn (Gruppo della Schiara), camino nord-ovest alla cima di sinistra con gli stessi compagni nel 1973, 200 m, da IV a VI.
- Prima ripetizione della Caldart-Arban alla parete nord della Pala Alta (data imprecisata).
- Prima ripetizione invernale alla via Italo-Polacca al Burèl con Riccardo Bee nel 1974.
- Pala Bassa (Gruppo della Schiara), diretta alla parete nord con Renato Corocher nel 1974, 1000 m, da III a VI.
- Nasòn, via Linda con Amerigio Azzalini nel 1975, 180 m, V.
- Prima ripetizione invernale del gran diedro sud della Schiara.
- Spiz di Mezzo (Gruppo degli Spiz di Mezzodì), per la parete nord con Riccardo Bee e Gianni Gianeselli nel 1976, 450 m, V e VI.
- Nasòn, via Santina con Amerigio Azzalin e RIccardo Bee nel 1976, 200 m, V e VI.
- Burèl, diretta alla parete nord-ovest con Riccardo Bee nel 1976, 600 m, da IV a V+.
- Nasòn, parete nord-ovest alla cima di destra con Riccardo Bee nel 1976, 300 m, VI.
- Prima ripetizione della via Fistarol alla paete nord-ovest della Schiara nel 1976.
- Burèl, via di sinistra alla parete sud-ovest con Riccardo Bee dal 2 al 6 marzo 1977, 1200 m, da IV a VI+ e 10 m di A2.
- Burèl, via del gran diedro di destra con R. Bee nel 1977, 1200 m, V+, VI e A2.
- Schiara, diretta alla parete nord-ovest con R. Bee nel 1977, 400 m, IV+ e VI.
- Pelmo, per la parete sud-ovest al ciglione occidentale con R. Bee e G. Groaz in due riprese nell'autunno del 1977, 800 m, VI+ e A3.
- Pala nord dei Ferùch (Monti del Sole), diretta alla parete nord con R. Bee nel 1978, 600 m, V e VI-.
- Pizzocco, via dei bellunesi alla parete nord-ovest con R. Bee nel 1978, 1100 m, VI+ e A2.
- Palazza, per il gran diedro ovest con R. Bee nel 1978, 700 m, da V a VI-.
- Palazza (Monti del Sole), via Chino Viel con R. Bee nel 1978, 500 m, VI e A3.
- Pala Tissi (Gruppo della Schiara), via di sinistra alla parete sud con R. Bee e Stefano Gava nel 1978, 550 m, V e VI.
- Pala Tissi, via di destra alla parete sud con gli stessi nel 1978, 550 m, V e VI
- Pala Tissi, per la parete est con Stefano Gava nel 1978, 550 m, V+.
- Seconda Pala di San Lucano (Pale di San Lucano), diretta alla parete sud con R. Bee nel 1979, 1400 m, V, VI e A1.
- Spiz di Lagunàz (Pale di San Lucano), via dei bellunesi al pilastro sud-ovest con R. Bee e S. Gava nel 1979, 750 m, VI e A2, ultima ascensione con Riccardo.

Le prime del periodo "Benito Saviane":
- Burèl, direttissima al pilastro sud-ovest con Benito Saviane nel 1980, 1200 m, VI+ e A3.
- Col Nudo, per la parete nord-est alla Cima dei Lastei con B. Saviane nel 1981, 900 m, V+ e A2.
- Col Nudo, per il gran diedro nord con B. Saviane nel 1981, 700 m, VI e A2.
- Palazza, via a destra del pilastro sud con B. Saviane e Carlo Rossi nel 1982, 400 m, V+ e A2.
- Col Nudo, per il gran diedro centrale con B. Saviane e Mauro Corona nel 1982, 700 m, VI- e A2.
- Croda Antonio Berti (Croda dei Toni), per la parete est con Richard Goedecke nel 1982, 700 m, V e VI-.
- Palazza, via a sinistra del pilastro sud, con B. Saviane e Valentino Prest nel 1983, 600 m, da IV a VI.
- Palazza, per la parete ovest con B. Saviane e P. Fornasier nel 1984, 600 m, fino al VI-.

Franco Miotto fu anche il tracciatore di alcuni difficili viàz, percorsi in quota che collegano i vari pascoli di raduno dei camosci, esplorati durante gli anni della caccia. I viàz più famosi di Franco sono: il Viàz dei Camòrz e dei Camorzieri, lungo percorso in quota che parte dalla Pala Alta e che, attraverso cenge vertiginose e dirupi erbosi, termina alla Forcella Boràl de l'Ors sul Monte Coro (II e III, con vari tratti molto esposti tra cui la sottile cornice che attraversa la parete nord della cima est della Pala Alta; saltuarie attrezzature in alcuni tratti problematici); il Viàz dei Camosci sul Monte Coro, un giro ad anello, logica prosecuzione del precedente, che parte dal Boràl de l'Ors e per le cenge medie, a volte spioventi e sottili, compie il giro completo del Monte Coro, usufruendo alla fine della Zéngia del Re, stretta e vertiginosa cornice che chiude a nord l'anello (I e II con alcuni tratti molto esposti sopra alti dirupi); le cenge de le Caze Alte, percorso assai impervio sul versante nord dei Monti del Sole.